# Jean-Christophe Saladin
Pour les articles homonymes, voir Saladin.
Jean-Christophe Saladin est docteur en histoire (EHESS, civilisation européenne), ancien chef d'entreprise, directeur technique de théâtre et metteur en scène, né en 1948.  
Il dirige la collection «  Le Miroir des humanistes » aux Éditions des Belles Lettres, qui publie des textes fondateurs de l'humanisme ainsi que des biographies et des essais. Il est l'auteur d’une Bibliothèque idéale humaniste et maître d’œuvre de l’édition intégrale bilingue des Adages d’Érasme.

## Publications principales
- La Bataille du grec à la Renaissance, Les Belles Lettres, coll. Histoire, 2004
- Bibliothèque humaniste idéale - De Pétrarque à Montaigne, Les Belles Lettres, 2008
- Les Adages d’Erasme, éd. bilingue annotée sous la direction de Jean-Christophe Saladin, Les Belles Lettres, 2011
- Éloge de la Folie d'Érasme illustré par les peintres de la Renaissance du Nord, Diane de Selliers éditions, 2013
- Les grandes religions pour les Nuls, First éditions, 2015
- Éloge de la Folie d'Érasme éd. bilingue, accompagnée des commentaires de Listrius et des illustrations de Holbein, Les Belles Lettres, 2018
- Les aventuriers de la mémoire perdue, Les Belles Lettres, 2020